# Xã Tara, Quận Swift, Minnesota
Xã Tara (tiếng Anh: Tara Township) là một xã thuộc quận Swift, tiểu bang Minnesota, Hoa Kỳ. Năm 2010, dân số của xã này là 88 người.